# Claudia Mattai del Moro
 (février 2025).
Motif : #traduction. Pas convaincu de la notoriété par les sources et mes recherches. Cf. analyses et discussions sur la PDD.
- Archive Wikiwix
- Bing
- Cairn
- DuckDuckGo
- E. Universalis
- Gallica
- Google
- G. Books
- G. News
- G. Scholar
- Persée
- Qwant
- (zh) Baidu
- (ru) Yandex
- (wd) trouver des œuvres sur Wikidata

| 1. | Préciser le motif de la pose du bandeau. | Précisez le motif de la pose du bandeau en utilisant la syntaxe suivante : {{admissibilité à vérifier\|date=avril 2025\|motif=remplacez ce texte par le motif}}                              |
| 2. | Informer les utilisateurs concernés.     | Pensez à avertir le créateur de l'article, par exemple, en insérant le code ci-dessous sur sa page de discussion : {{subst:avertissement admissibilité à vérifier\|Claudia Mattai del Moro}} |

Claudia Mattai del Moro, née en 1972 à Zurich, est une artiste et ingénieure du son suisse.

## Biographie

### Origines et enfance
Claudia Mattai del Moro naît à Zurich en 1972.
Elle grandit en Suisse.

### Carrière
Claudia Mattai Del Moro est ingénieure du son pour des longs métrages, des téléfilms et des documentaires. Pour le film de fin d'études d'İlker Çatak, Sadakat, qui reçoit le Student Academy Award en or en 2015, Claudia Mattai del Moro est chargée des enregistrements sonores originaux et de l'ensemble de la conception sonore.
Elle s'engage également pour une plus grande visibilité des femmes dans les métiers du cinéma.
En plus de son travail pour le cinéma, Claudia Mattai del Moro est active artistiquement et crée des installations sonores, des installations vidéo et des œuvres commandées pour d'autres artistes. Dans une interview accordée au magazine Film & TV Kamera (de), elle décrit ses œuvres comme « des paysages sonores ou des compositions étranges que l'on ne peut peut-être pas appeler de la musique, mais que je qualifierais certainement de compositions ».
En 2024, elle a été admise à l'Académie allemande du cinéma.

## Filmographie

### Longs métrages
- 2013 : Des Gastman de Dennis Gastmann (en) et Matthias Sdun[7]
- 2013 : L'Homme presque parfait de Vanessa Jopp
- 2014 : Bach au Brésil d'Ansgar Ehlers
- 2016 : Strawberry bubblegums[8]
- 2017 : Dans la cour des grands d'İlker Çatak[9]
- 2017 : Maybe, Baby!  de Ben Elton[10]
- 2019 : Juste un instant de Randa Chahoud
- 2020 : Willi et le crapaud merveilleux de Markus Dietrich[11]
- 2021 : Suivez toujours votre nez de Kerstin Polte
- 2022 : Gewalten de Constantin Hatz
- 2022 : Le Froid de la Terre de Kerstin Polte[12]
- 2024 : Inkubus de Reza Sam Mosadegh[13]

### Court métrage
- 2014 : Sadakat, court métrage d'İlker Çatak

### Documentaire
- 2016 : Werner Nekes : la vie entre les images d'Ulrike Pfeiffer

### Série télévisée
- 2021 : Eldorado KaDeWe de Julia von Heinz